# کالج گرینل
کالج گرینل (به انگلیسی: Grinnell College) یک کالج هنرهای آزاد در ایالات متحده آمریکا است که در آیووا واقع شده‌است.